# 메시니아현
메시니아 또는 메세니아(Μεσσηνία)는 그리스 펠로폰네소스반도 남서부의 현이다. 메시니아는 동쪽에 타이게토스산이 있고, 북쪽에는 네다강과 아르카디아 산맥이 있으며, 서쪽과 남쪽은 지중해 특히 이오니아해 및 메시니아만과 만난다.